# Astragalus huthianus
Astragalus huthianus es una especie de planta del género Astragalus, de la familia de las leguminosas, orden Fabales.

## Distribución
Astragalus huthianus se distribuye por Irán.

## Taxonomía
Fue descrita científicamente por Freyn & Bornm. Fue publicada en Bull. Herb. Boissier v. 605. (1897).